# Arlebosc
Arlebosc – miejscowość i gmina we Francji, w regionie Owernia-Rodan-Alpy, w departamencie Ardèche.
Według danych na rok 1990 gminę zamieszkiwało 360 osób, a gęstość zaludnienia wynosiła 29 osób/km² (wśród 2880 gmin regionu Rodan-Alpy Arlebosc plasuje się na 1272. miejscu pod względem liczby ludności, natomiast pod względem powierzchni na miejscu 945.).